# Arturo Arrieta
Arturo Arrieta (ur. 12 lipca 1911, zm. ?) – argentyński piłkarz, grający podczas kariery na pozycji napastnika.

## Kariera klubowa
Arturo Arrieta całą piłkarską karierę spędził w San Lorenzo de Almagro, w którym występował w latach 1927-1939. Z San Lorenzo zdobył mistrzostwo Argentyny w 1933. Ogółem w latach 1931-1939 w lidze argentyńskiej rozegrał 220 spotkań, w których zdobył 46 bramek.

## Kariera reprezentacyjna
W reprezentacji Argentyny Arrieta występował w latach 1933-1935. W reprezentacji zadebiutował 14 grudnia 1935 w wygranym 1-0 towarzyskim meczu z Urugwajem. W 1935 wystąpił w Mistrzostwach Ameryki Południowej, na których Argentyna zajęła drugie miejsce. Na turnieju w Peru wystąpił we wszystkich trzech meczach z Chile (bramka), Peru i Urugwajem, który był jego ostatnim meczem w reprezentacji. 
Ogółem w barwach albicelestes wystąpił w 5 meczach, w których zdobył bramkę.
| Mecze i gole w reprezentacji | Mecze i gole w reprezentacji | Mecze i gole w reprezentacji | Mecze i gole w reprezentacji | Mecze i gole w reprezentacji | Mecze i gole w reprezentacji | Mecze i gole w reprezentacji |
| #                            | Data                         | Miasto                       | Przeciwnik                   | Gol                          | Wynik                        | Rozgrywki                    |
| ---------------------------- | ---------------------------- | ---------------------------- | ---------------------------- | ---------------------------- | ---------------------------- | ---------------------------- |
| 1.                           | 14.12.1933                   | Montevideo                   | Urugwaj                      |                              | 1:0                          | towarzyski                   |
| 2.                           | 15.08.1934                   | Avellaneda                   | Urugwaj                      |                              | 1:0                          | towarzyski                   |
| 3.                           | 06.01.1935                   | Lima                         | Chile                        | Gol                          | 4:1                          | Copa América                 |
| 4.                           | 20.01.1935                   | Lima                         | Peru                         |                              | 4:1                          | Copa América                 |
| 5.                           | 27.01.1935                   | Lima                         | Urugwaj                      |                              | 0:3                          | Copa América                 |